# 里多特鎮區 (伊利諾伊州斯蒂芬森縣)
里多特鎮區（英語：Ridott Township）是位於美國伊利諾伊州斯蒂芬森縣的一個行政鎮區。

## 地方資料
根據2010年美國人口普查的數據，里多特鎮區的面積為139.00平方千米，當中陸地面積為138.80平方千米，而水域面積為0.20平方千米。當地共有人口1398人，而人口密度為每平方千米10.06人。